# Cantoria
Cantoria é um município da Espanha na província de Almería, comunidade autónoma da Andaluzia, de área 79 km² com população de 4 016 habitantes (2009) e densidade populacional de 50,84 hab/km².

## Demografia
| Variação demográfica do município entre 1991 e 2008 | Variação demográfica do município entre 1991 e 2008 | Variação demográfica do município entre 1991 e 2008 | Variação demográfica do município entre 1991 e 2008 | Variação demográfica do município entre 1991 e 2008 |
| --------------------------------------------------- | --------------------------------------------------- | --------------------------------------------------- | --------------------------------------------------- | --------------------------------------------------- |
| 1991                                                | 1996                                                | 2001                                                | 2004                                                | 2008                                                |
| 3309                                                | 3357                                                | 3147                                                | 3382                                                | 4025                                                |